# لوكا مارتينيلي
لوكا مارتينيلي (بالإيطالية: Luca Martinelli)‏ (20 ديسمبر 1988 ميلانو إيطاليا - ) هو لاعب كرة قدم إيطالي يلعب كمدافع.

## روابط خارجية
- لوكا مارتينيلي على موقع قاعدة بيانات كرة القدم.إي يو (الإنجليزية)
- لوكا مارتينيلي على موقع Soccerway.com (الإنجليزية)
- لوكا مارتينيلي على موقع عالم كرة القدم.نت (الإنجليزية)
- لوكا مارتينيلي على موقع AS.com (الإسبانية)